# Markus Uvell
Karl Olof Marcus Uvell, född 24 augusti 1971, är en svensk författare och opinionsbildare, som sedan 2020 är delägare till konsultbyrån Nordic Public Affairs.

## Biografi
1994 satt Uvell i Fria Moderata Studentförbundets presidium och var mellan 1994 och 1995 redaktör för förbundets tidskrift Svensk Linje. Han har även varit aktiv i MUF och moderaterna i Västerbotten. Oktober 1999 var han medgrundare till omvärldsanalysföretaget United Minds, där han även var vd från starten fram till 2003, när han istället blev vd för opinionsmätningsföretaget Demoskop.
Han har tidigare varit senior partner vid Kreab och opinionsanalyschef vid Svenskt Näringsliv.
Uvell var från 1 oktober 2010 till oktober 2014 vd för Stiftelsen Fritt Näringsliv/Timbro. Uvell var även Sverigechef för Kreab 2014-2015, men fick avgå på grund av kontakter med Sverigedemokraterna. Han har efter detta startat egen verksamhet med inriktning på opinionsanalys och opinionsbildning. Han är sedan 2020 delägare i byrån Nordic Public Affairs. 
Uvell sitter (2018) i styrelsen för Skattebetalarnas förening och satt tidigare i styrelsen för Centrum för rättvisa.
Uvell är författare bland annat till böckerna Rebeller (Timbro, 1999) och Folkhemspopulismen (Timbro, 2010). Han har tillsammans med Janerik Larsson skrivit boken Den goda politiken (Timbro, 1995).

### Familj
Markus Uvell är gift med Rebecca Weidmo Uvell.